# セバスチャン・アントン・シェラー
ゼバスティアン・アントン・シェラー（Sebastian Anton Scherer, 1631年10月3日 ウルム – 1712年8月26日 ウルム）はバロック時代のドイツの作曲家・オルガニスト。
1653年6月17日にウルムの都市楽師に選ばれ、その頃を境に、有名なウルム大聖堂のオルガニストだったトビアス・エーベルリンの助手になる。おそらく同時期にエーベルリンに師事しており、後にエーベルリンの娘と結婚して1671年にウルム大聖堂のエーベルリンの後任オルガニストになった。シェラーがその後に、シュトラースブルクの聖トマス教会のオルガニストに就任したのか、それとも単にオルガンの顧問だったのかは、資料によって意見が分かれる。シェラーが明らかに歿年までウルム大聖堂のオルガニストに留任していることからも、おそらく後者が最もありそうな話である。
シェラーの現存作品は数少ないが、当時としてはよくあることである。想像力豊かに曲づけされたいくつかの作品がいくぶん知られる、声楽による宗教曲集（モテット・ミサ曲・詩篇唱）や、1680年に単巻で出版された、全曲ともかなり質が高い14のトリオ・ソナタ、2部からなるオルガン曲集が遺されている。この出版されたオルガン曲集は、シェラーに代表される南ドイツ・オルガン楽派にとって典型的なことだが、イタリア音楽の影響、特にフレスコバルディの影響が現れている。完全にタブラチュアで記譜された第1部は、「8つの旋法による短いイントナツィオ(ラテン語: Intonationes breves per octo Tonos) 」と題され、32の短いバーセットが収録されているのだが、旋法ごとに4部構成で1曲のイントナツィオがあり（8×4=32）、「イントナツィオ第1部ラテン語: intonatio prima」（オルゲルプンクトを徹底的に駆使したトッカータ風の部分）、「第2部 secunda」（模倣様式による）、「第3部 tertia」（トッカータ風）、「第4部 quarta」（模倣様式）という具合になっている。オルガン曲集の第2部は8つのトッカータを含み、そのすべてが、オルゲルプンクトの重用、模倣対位法と自由な書法の多用が特徴的な有節形式の楽曲となっている。
そのほかに、声楽のための宗教音楽や世俗音楽がある。アウクスブルクでリュート組曲が出版されたという証拠があるが、現在作品は消散している。

## 作品一覧
- 声楽3部から5部と器楽のための『宗教曲 ミサ・詩篇・モテット ラテン語: Musica sacra (...) missae, psalmi, et motetti』作品1 （ウルム、1657年）
- オルガン曲『音楽作品 第2集 2巻からなる Operum musicorum secundum, distinctum in libros 2』作品2（ウルム、1664年）
- 声楽5部と通奏低音のための世俗曲『哀歌と嘆きの歌 ドイツ語: Traur- und Klaggesang』（ウルム、1664年）
- 『ソナタ集 Sonatae』作品3（ウルム、1680年）

　　　2つのヴァイオリン、ヴィオラ・ダ・ガンバ、通奏低音のためのトリオ・ソナタ集
- 『神に向かいて歓べ Jubilate Deo』（手稿譜として伝承）
- 『おお、いかに奇しき O quam mirabilis』（手稿譜として伝承）